# Planetal

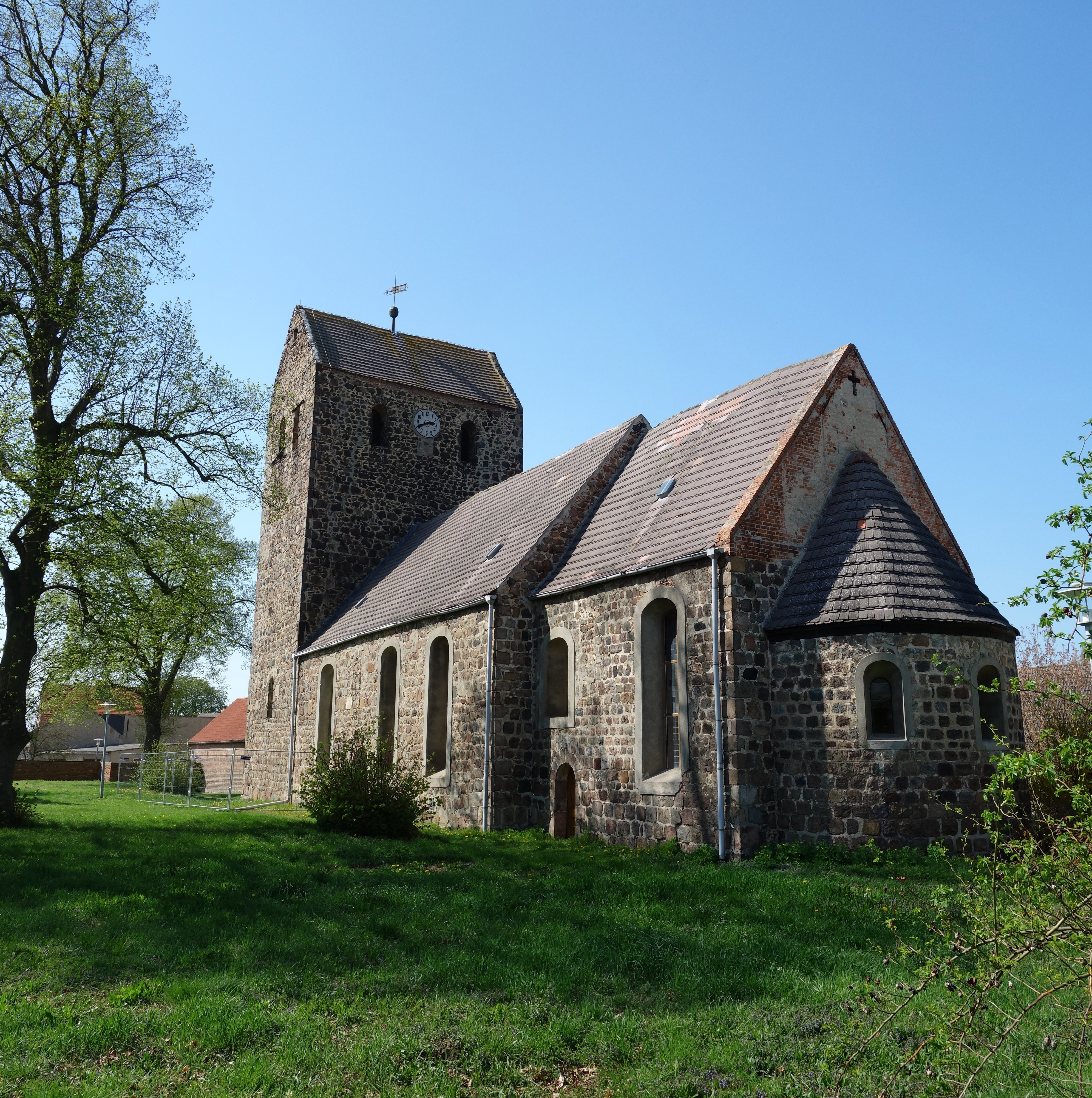
Dorfkirche Dahnsdorf

Planetal ist eine dem Amt Niemegk angehörende Gemeinde im Landkreis Potsdam-Mittelmark im Westen Brandenburgs.

## Geografie
Die Gemeinde Planetal liegt zwischen den Städten Niemegk und Bad Belzig an der Nordseite des Hohen Fläming und am Rande der Belziger Landschaftswiesen. Die durch den Ort fließende Plane gab der Gemeinde ihren Namen.

## Gemeindegliederung
Ortsteile der Gemeinde sind Dahnsdorf, Kranepuhl, Mörz und Locktow mit dem Gemeindeteil Ziezow. Als Wohnplätze sind Komthurmühle und Neue Mühle ausgewiesen.

## Geschichte
Die heutigen Ortsteile der Gemeinde gehörten seit 1817 zum Kreis Zauch-Belzig in der preußischen Provinz Brandenburg und ab 1952 zum Kreis Belzig im DDR-Bezirk Potsdam. Seit 1993 liegen sie im brandenburgischen Landkreis Potsdam-Mittelmark.
Die Gemeinde entstand am 1. Juli 2002 aus dem freiwilligen Zusammenschluss der bis dahin selbstständigen Gemeinden Dahnsdorf, Kranepuhl, Mörz und Locktow.

## Bevölkerungsentwicklung
| Jahr | Einwohner |
| ---- | --------- |
| 2002 | 1.077     |
| 2005 | 1.059     |
| 2010 | 0 987     |
| 2015 | 0 959     |

| Jahr | Einwohner |
| ---- | --------- |
| 2020 | 927       |
| 2021 | 898       |
| 2022 | 914       |
| 2024 | 877       |

Gebietsstand des jeweiligen Jahres, Einwohnerzahl: Stand 31. Dezember, ab 2011 auf Basis des Zensus 2011

## Politik

### Gemeindevertretung
Die Gemeindevertretung von Planetal besteht aus zehn Gemeindevertretern und der ehrenamtlichen Bürgermeisterin. Die Kommunalwahl am 26. Mai 2019 führte zu folgendem Ergebnis:
| Partei / Wählergruppe               | Stimmenanteil | Sitze |
| ----------------------------------- | ------------- | ----- |
| Wählergruppe Lebenswertes Planetal  | 32,5 %        | 3     |
| Freie Bürger und Bauern             | 23,4 %        | 2     |
| Wählergruppe Vertreter Mörz         | 19,1 %        | 2     |
| Einzelbewerberin Sonja Welykanowycz | 09,7 %        | 1     |
| SPD                                 | 06,4 %        | 1     |
| Bündnis 90/Die Grünen               | 04,4 %        | 1     |
| CDU                                 | 04,4 %        | –     |

### Bürgermeisterin
- seit 2003: Karin Commichau[8][9]

Commichau wurde bei der Bürgermeisterwahl am 9. Juni 2024 bei einem Gegenkandidaten mit 52,1 % der gültigen Stimmen für eine weitere Amtszeit von fünf Jahren zur ehrenamtlichen Bürgermeisterin gewählt.

## Sehenswürdigkeiten
In der Liste der Baudenkmale in Planetal und in der Liste der Bodendenkmale in Planetal stehen die in der Denkmalliste des Landes Brandenburg eingetragenen Kulturdenkmale.
- Feldsteinkirchen in Dahnsdorf und Mörz
- Die Dorfkirche Kranepuhl entstand in der Mitte des 13. Jahrhunderts. Im Innern steht unter anderem ein hölzerner Altaraufsatz aus der ersten Hälfte des 18. Jahrhunderts.
- Kirche in Locktow
- Pfarrhaus und Gutshaus in Dahnsdorf

## Verkehr
Die Gemeinde liegt an der Bundesstraße 102 zwischen Bad Belzig und Niemegk. Die nächstgelegene Autobahnanschlussstelle ist Niemegk an der A 9 Berlin–München.
Östlich des Ortsteils Mörz gibt es das Ultraleichtfluggelände Locktow.
Der Haltepunkt Dahnsdorf (b Belzig) lag an der 1962 stillgelegten Strecke Belzig–Treuenbrietzen.

## Persönlichkeiten
- Johann Georg Neumann (1661–1709), lutherischer Theologe und Kirchenhistoriker, in Mörz geboren